# Centre social autogéré (Italie)
Pour les articles homonymes, voir CSA.
En Italie, un centre social autogéré (CSA) est un endroit où des gens, habituellement des jeunes, produisent des activités sociales, culturelles et politiques dans une optique anti-marchande et dans un cadre de vie qui se veut alternatif.

## Historique
Dans la mouvance contestataire des années 1970 et surtout dans le mouvement autonome en Italie, des jeunes ont installé dans quelques immeubles des centres des villes leurs bases d’action contre la société inégalitaire de consommation.
Un des plus vieux est le CS Leoncavallo (it), fondé en 1975 à Milan, toujours actif en 2010.
Lorsqu'il s'agit de squats, on parle aussi de 'Centre social occupé' (CSO) ou de 'Centre social occupé autogéré' (CSOA), comme le CSOA il Molino à Lugano (Suisse italienne) ou comme le CSOA Forte Prenestino (it) à Rome.
Le phénomène des Centres Sociaux a touché d'autres pays comme la Suisse ou le Canada.